# Brandeburgo (Repubblica Democratica Tedesca)
Il Brandeburgo era un Land della Repubblica Democratica Tedesca, esistito dal 1946 al 1952.

## Storia
Fu creato nel 1946 dall'Amministrazione Militare Sovietica, sui territori della provincia prussiana del Brandeburgo compresi nella zona di occupazione sovietica (ovvero, quelli posti ad ovest della linea Oder-Neiße). Fu esclusa anche la capitale, Berlino, divisa fra le quattro potenze.
Con la fondazione della Repubblica Democratica Tedesca nella zona di occupazione sovietica (1949), il Brandeburgo ne divenne uno dei 5 Länder. Nel febbraio 1947 fu adottata la costituzione dello Stato.

### Suddivisione amministrativa all'atto dell'istituzione (1946)
All'atto dell'istituzione, il Brandeburgo comprendeva 9 circondari urbani (Stadtkreise) e 21 circondari rurali (Landkreise):
Circondari urbani
- Brandeburgo sulla Havel (Brandenburg an der Havel)
- Cottbus
- Eberswalde
- Forst (Lausitz)
- Francoforte sull'Oder (Frankfurt an der Oder)
- Guben
- Potsdam
- Rathenow
- Wittenberge

Circondari rurali
- Angermünde
- Calau
- Cottbus
- Beeskow-Storkow (capoluogo: Beeskow)
- Guben
- Havelland orientale (Osthavelland) (capoluogo: Nauen)
- Lebus
- Luckau
- Luckenwalde
- Lübben
- Niederbarnim (capoluogo: Bernau b. Berlin)
- Oberbarnim (capoluogo: Freienwalde a./Oder)
- Ostprignitz (capoluogo: Kyritz)
- Prenzlau
- Ruppin (capoluogo: Neuruppin)
- Spremberg
- Teltow
- Templin
- Westhavelland (capoluogo: Rathenow)
- Westprignitz (capoluogo: Perleberg)
- Zauch-Belzig (capoluogo: Belzig)

### Variazioni amministrative
- 1950
  - circondario di Beeskow-Storkow ribattezzato circondario di Fürstenwalde
  - circondario di Calau ribattezzato circondario di Senftenberg
  - Cottbus annessa al circondario di Cottbus
  - Eberswalde annessa al circondario dell'Oberbarnim
  - Forst (Lausitz) annessa al circondario di Cottbus
  - Francoforte sull'Oder unita al circondario di Lübben a formare il circondario di Francoforte sull'Oder
  - Guben annessa al circondario di Cottbus
  - circondario di Guben diviso fra i circondari di Cottbus e Francoforte sull'Oder
  - circondario di Lebus ribattezzato circondario di Seelow
  - Rathenow annessa al circondario della Westhavelland
  - Wittenberge annessa al circondario del Westprignitz

### Lo scioglimento (1952)
Il 25 luglio 1952 entrò in vigore una nuova suddivisione amministrativa della Repubblica Democratica Tedesca, che sostituiva ai 5 Land 13 nuovi distretti.
Il Brandeburgo fu diviso fra i distretti di Cottbus, Francoforte sull'Oder e Potsdam. Altre parti di territorio furono assegnate ai distretti di Neubrandenburg e Schwerin.
L'attuale Land del Brandeburgo, istituito nel 1990, occupa un'area quasi corrispondente.